# Marko Anttila
Marko Anttila (* 27. Mai 1985 in Lempäälä, Finnland) ist ein finnischer Eishockeyspieler, welcher seit 2022 bei Oulun Kärpät in der Liiga auf der Position des rechten Angriffsspielers aktiv ist. Er war Kapitän und entscheidender Torschütze der finnischen Eishockeynationalmannschaft beim Gewinn der Weltmeisterschaft 2019.

## Karriere
Marko Anttila, welcher den Spitznamen Mörkö trägt, abgeleitet von seinem Vornamen sowie einer Figur von den in Finnland sehr beliebten Mumins, begann mit dem Eishockeysport bei Lempäälän Kisa, einem Verein seiner Geburtsstadt. Kisa oder Leki, wie der Verein offiziell genannt wird, war zur damaligen Zeit nicht in Finnlands höheren Eishockeyligen aktiv, so dass der durch seine körperliche Größe und Schnelligkeit auffallende Anttila mit 19 Jahren in das 20 Kilometer entfernte Tampere zu dem dort beheimateten Eishockeyteam Tampereen Ilves wechselte, welches in Finnlands höchster Eishockeyliga Liiga spielt. Hier wurde er gleich in seiner ersten Spielzeit für 31 Spiele in der Liiga eingesetzt. Parallel spielte er für die U20-Mannschaft von Ilves, mit welcher er in dieser Spielzeit die Meisterschaft von Finnland seiner Altersklasse gewann. Dabei erzielte er hinter Perttu Lindgren die meisten Punkte in den Play-offs für sein Team.
Insgesamt sieben Spielzeiten war er für Ilves aktiv. Zur Saison 2011/12 wechselte Anttila innerhalb der finnischen Eishockeyliga nach Turku zum dort beheimateten Eishockeyverein Turun Palloseura (TPS). Hier war er in seiner zweiten Saison 2012/13 mit 41 Punkten erfolgreichster Scorer seiner Mannschaft.
Zur Saison 2013/14 wechselte Anttila zum damals in der KHL aktiven  russischen Eishockeyverein Metallurg Nowokusnezk, schloss sich jedoch im Laufe der Saison dem schwedischen Erstligisten Örebro HK an. Örebro war Aufsteiger in die höchste schwedische Eishockeyliga und Anttila konnte noch in der Restspielzeit mit 13 Toren, damit zweitbester Torschütze des Teams hinter Tim Wallace, dazu beitragen, dass die Spielklasse gehalten wurde. Auch in den folgenden zwei Spielzeiten war er für Örebro HK in der Svenska Hockeyligan aktiv.
Zur Saison 2016/17 wechselte er zurück in sein Heimatland zum Hauptstadtverein Jokerit, welcher als finnischer Vertreter in der KHL spielt. Hier erreichte Anttila mit seinem Team in den folgenden Jahren regelmäßig die Play-offs der KHL West-Konferenz.
Im Februar 2022 zog sich Jokerit aus der KHL zurück und Anttila setzte die Saison bei Ilves Tampere fort. Im Sommer 2022 wechselte er innerhalb der Liiga zu Oulun Kärpät.

### International
Während seiner Zeit in Turku wurde Anttila erstmals in die finnische Eishockeynationalmannschaft berufen und vertrat dabei auch sein Heimatland bei der Eishockey-Weltmeisterschaft 2013. Seitdem er für Jokerit aus Helsinki aktiv ist, spielte er regelmäßig für das finnische Nationalteam. Bei der Eishockey-WM 2018 erzielte er erstmals auch WM-Tore für Finnland. Zur Eishockey-WM 2019 führte er das Nationalteam als Kapitän auf das Eis, wobei Finnland bei dieser Weltmeisterschaft ohne seine NHL-Stars auflief. Deshalb waren Experten und Fans überrascht, als Finnland bei dieser WM seinen dritten Weltmeisterschaftstitel nach 1995 und 2011 gewann, wobei Kapitän Anttila in Viertelfinale, Halbfinale und Finale entscheidende Tore erzielte. Anschließend gehörte der Stürmer auch bei den Olympischen Winterspielen 2022 in Peking zum finnischen Aufgebot und errang dort die erste Goldmedaille in der Geschichte des Landes.

## Erfolge und Auszeichnungen
- 2005 U20-Eishockeymeister Finnlands mit Tampereen Ilves
- 2025 Raimo-Kilpiö-Trophäe

### International
- 2019 Goldmedaille bei der Weltmeisterschaft
- 2022 Goldmedaille bei den Olympischen Winterspielen
- 2022 Goldmedaille bei der Weltmeisterschaft